# Probeabonnement
Bei einem Probeabonnement (kurz: Probeabo) handelt es sich in der Regel um eine zeitlich befristete kostenlose oder stark verbilligte Lieferung eines regelmäßig erscheinenden Druckerzeugnisses, wie einer Zeitung, einer Zeitschrift. 
Probeabos werden angeboten, um neue Leser für das Druckerzeugnis zu werben. 
Ein kostenloses Probeabonnement, das sich automatisch in ein Bezahl-Abonnement umwandelt, wenn der Kunde nach Ablauf der Erprobungsfrist nicht ausdrücklich kündigt, heißt Negativoption.
Auch für Online-Produkte im Internet haben sich Formen des Probeabonnements eingebürgert.